# Paul Drechsel (Politiker)

Paul Drechsel, vor 1937

Paul Drechsel (* 20. September 1888 in Planitz; † 31. Juli 1953 in Brandenburg an der Havel) war ein deutscher Politiker (NSDAP).

## Leben und Wirken
Nach dem Schulbesuch wurde Drechsel an der landwirtschaftlichen Schule in Chemnitz ausgebildet. Von 1909 bis 1911 gehörte er dem 7. Königlich Sächsischen Feldartillerie-Regiment Nr. 77 in Leipzig an. Anschließend arbeitete er als landwirtschaftlicher Beamter in Sachsen, Thüringen und Hessen. Am Ersten Weltkrieg nahm er von 1914 bis 1918 als Unteroffizier im 2. Thüringischen Feldartillerie-Regiment Nr. 55 teil und wurde mit dem Eisernen Kreuz II. Klasse ausgezeichnet.
Seit 1924 engagierte Drechsel sich in der NS-Bewegung. Zum 25. Juli 1925 trat er der NSDAP bei (Mitgliedsnummer 12.431). Er wurde zunächst Ortsgruppenleiter in Planitz. 1930 übernahm er sein erstes öffentliches Amt als Stadtverordneter in Planitz. Von 1933 bis 1942 war er Kreisbauernführer in Zwickau. Für die Parteipresse verfasste er die Kampfbroschüren Dein Weg, Wer hilft, die Eiserne Front oder Adolf Hitler? und So wird Arbeit geschaffen. 
Von November 1933 bis zum Ende der NS-Herrschaft im Frühjahr 1945 saß Drechsel als Abgeordneter für den Wahlkreis 30 (Chemnitz-Zwickau) im nationalsozialistischen Reichstag. In der SS erreichte er 1943 den Rang eines Hauptsturmführers (SS-Nummer 227.583).

## Schriften
- Schaffende Deutsche!, s. l. 1932.
- Wer hilft aus Wirtschaftsnot und Arbeitslosigkeit? Planitz 1932.